# اولیانا سمیونووا
اولیانا سمیونووا (روسی: Ульяна Ларионовна Семёнова؛ زادهٔ ۹ مارس ۱۹۵۲) بازیکن بسکتبال اهل اتحاد جماهیر شوروی سوسیالیستی بود.
وی همچنین برندهٔ جوایزی همچون نشان دوستی و نشان لنین شده‌است.
وی در مسابقات کشوری و بین‌المللی در مجموع برندهٔ ۱۵ مدال طلا شده‌است.